# Gombos Benő
Gombos Benő (Óbecse, 1864 – Kolozsvár, 1935. január 16.) erdélyi magyar közíró, OMP-tag.

## Életútja
Magántisztviselő, kereskedelmi ügynökséget nyitott. A tanácsköztársaság idején egy rézárugyár termelési biztosa. 1919 után Kolozsvárt bekapcsolódott az Országos Magyar Párt (OMP) munkájába, 1924-től központi ellenőr.
Írásait a Magyar Kisebbség közölte, ezekben a magyar–zsidó kapcsolatok megszilárdítását szorgalmazta (1923/2), elutasította az antiszemitizmust és az előnytelen nemzetiségi megkülönböztetést (1923/5), fellépett a kollektív kisebbségi jogokért, harcolt a cionizmus ellen (1925/6). Egy antiszemita támadásra válaszolva (1925/9) tiltakozott a magyar anyanyelvű és kultúrájú zsidóságnak a magyar nemzetiségi közösségből való kizárása és faji megkülönböztetése ellen.